# Marquesado de Santo Domingo
El marquesado de Santo Domingo es un título nobiliario español creado por la reina regente María Cristina de Habsburgo Lorena y concedido, en nombre del rey Alfonso XIII, a Juan Maroto y Polo —mayordomo de semana del rey— el 30 de marzo de 1891 por real decreto y el 11 de julio del mismo año por real despacho.

## Marqueses de Santo Domingo
|                           | Titular                             | Periodo                   |
| Creación por Alfonso XIII | Creación por Alfonso XIII           | Creación por Alfonso XIII |
| ------------------------- | ----------------------------------- | ------------------------- |
| I                         | Juan Maroto y Polo                  | 1891-1934                 |
| II                        | Francisco Maroto y Pérez del Pulgar | 1951-¿?                   |
| III                       | Agustina Maroto von Nagel           | 1986-2021                 |

## Historia de los marqueses de Santo Domingo
La lista de los marqueses de Santo Domingo, junto con sus fechas de sucesión en el título, es la que sigue:
- Juan Maroto y Polo (f. 1958), I marqués de Santo Domingo y mayordomo de semana del rey Alfonso XIII.

Se casó con Lorenza Pérez del Pulgar y Fernández de Villavicencio, VII marquesa de Pozoblanco. El 13 de julio de 1951 le sucedió su hijo:
- Francisco Maroto y Pérez del Pulgar, II marqués de Santo Domingo, caballero del Real Cuerpo Colegiado de la Nobleza de Madrid y de la Real Cofradía de Caballeros Nobles de Nuestra Señora del Portillo de Zaragoza.

El 27 de febrero de 1986, en ejecución de sentencia, le sucedió su sobrina, hija de Juan Maroto y Pérez del Pulgar —su hermano— y Agustina von Nagel-Itliagen y Canevaro:
- Agustina Maroto von Nagel, III marquesa de Santo Domingo, XII marquesa del Salar, XII condesa de Belmonte de Tajo.

Se casó con Francisco María Martínez de las Rivas y Ewart.  Su hijo Juan Francisco Martínez de las Rivas y Maroto ha solicitado la sucesión en el marquesado de Santo Domingo por fallecimiento de su madre.